# Distretto di Phon Thong
Il distretto di Phon Thong (in thailandese: โพนทอง) è un distretto (amphoe) della Thailandia, situato nella provincia di Roi Et.